# Cinderella
Cinderella fue una banda estadounidense de Hard rock y Blues rock. Su formación original estaba compuesta por Tom Keifer (voz, saxofón y guitarra), Eric Brittingham (bajo), Michael Smerick (guitarra) y Tony Destra (batería). El sonido de la banda desde 1988 tiene claras influencias del Rockabilly además de toques de Blues, concretamente del Boogie-woogie, a parte de eso la banda en el año 1990 con el álbum Heartbreak Station dieron un giro al Speed metal más clásico dejando atrás su estilo Glam y Hair más cercano a subgéneros del Pop incluso más de lo que esos estilos suele estar, además de con ese disco y acercarse muchísimo más a los estilos del Blues y el Rock clásico antes mencionados.
La banda surgió a mediados de la década de los 1980's con una serie de álbumes multiplatino y exitosos sencillos cuyos vídeos musicales recibieron una fuerte rotación en el canal MTV. A mediados de la década de 1990, la popularidad de la banda disminuyó severamente debido a reveses personales, rupturas y cambios en la industria de la música. Después de un breve paréntesis, Cinderella se reunió en 1996 y continuó tocando en vivo en los siguientes 20 años, pero nunca lanzó ningún material de estudio después de su álbum de 1994 Still Climbing. La agrupación vendió 15 millones de discos en todo el mundo según el sitio web oficial de Tom Keifer.

## Historia

### Inicios y reconocimiento mundial
Según Tom Keifer, Cinderella fue descubierta por Gene Simmons, líder de Kiss, quien les recomendó por primera vez a la discográfica PolyGram, pero en aquella ocasión fueron rechazados. Ya en 1985, Jon Bon Jovi conoció a Cinderella cuando los escuchó tocar en el Empire Rock Club de Filadelfia, este quedó tan impresionado por la actuación que le pidió a su agente discográfico, Derek Shulman, que escuchase a la banda. PolyGram seguía manteniendo cierto escepticismo hacia Cinderella, pero ante la insistencia de Jon Bon Jovi, accedieron a verles tocar en una actuación privada dedicada a productores. Tras la actuación, y aún sin demasiado entusiasmo, decidieron darles una oportunidad y les firmaron un contrato de prueba de seis meses, no sin antes obligarles a sustituir al guitarrista y al batería, pues según los productores no daban la talla. Tras ese tiempo Cinderella logró convencer a PolyGram y estos les firmaron su primer gran contrato.
Debutaron en 1986 con Night Songs, de estilo glam metal, que vendió tres millones de copias y alcanzó el tercer puesto en las listas estadounidenses. Entre sus temas destacados están "Shake Me" y la balada "Nobody's Fool". En 1988, repitieron el gran éxito del primer disco con Long Cold Winter, de un sonido más blusero y de influencias setenteras. La balada "Don't Know What You Got (Till It's Gone)", el medio tiempo "Coming Home" y las roqueras "The Last Mile" y "Gypsy Road" fueron la clave del impulso comercial del álbum.
Con Heartbreak Station (1990), continuaron en la misma senda musical, que tuvo como arreglista a John Paul Jones, bajista y tecladista de Led Zeppelin. Este disco no alcanzó el éxito esperado. Sus sencillos más destacados fueron la balada "Heartbreak Station" y "Shelter Me"

### Ruptura y reunión
Tiempo después, Fred Coury se marchó de la banda, y en 1994 publicaron Still Climbing, que pasó desapercibido en un momento en que el grunge y el rock alternativo estaban en alza.
Luego de estos inconvenientes decidieron separarse. Sin embargo, años más tarde se dio la tan esperada reunión, haciendo giras para recordar viejos tiempos y satisfacer al público que gusta de su música. En el verano de 2006 completaron un tour junto a la banda de glam metal Poison. Ambas bandas celebraban el vigésimo aniversario de sus discos debut, Night Songs y Look What the Cat Dragged In. La gira fue un éxito, convirtiéndose en una de las más exitosas de ese año.

### Actualidad

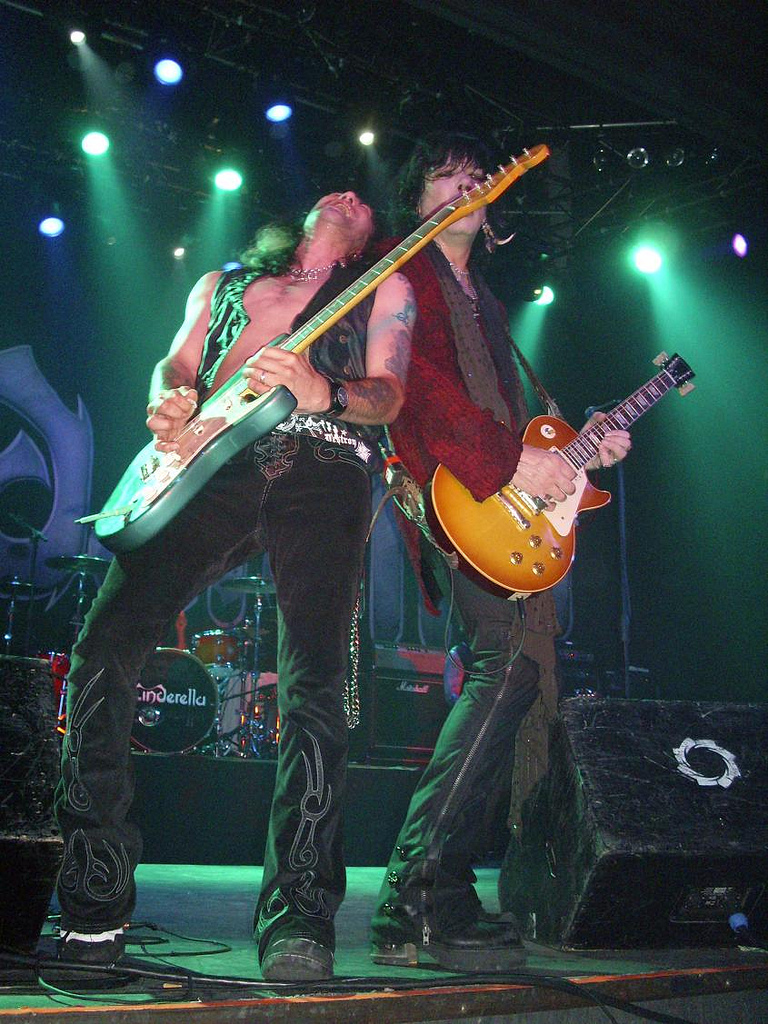
Tom Keifer y Jeff LaBar en 2010.

Cinderella confirmó en su sitio web que la banda saldría de gira en 2010 con dos fechas previas confirmadas. Se anunció el 22 de febrero que Cinderella formaría parte de los festivales Rocklahoma y Sweden Rock Festival en 2010. En julio de 2010 la banda subió al escenario para abrir para Bret Michaels durante el Common Ground Music Festival, con la alineación original compuesta por Tom Keifer, Eric Brittingham, Jeff LaBar y Fred Coury. Luego abrieron algunos conciertos para la banda alemana Scorpions en su gira Get Your Sting and Blackout.
En 2011, Cinderella emprendió una gira mundial por su 25º aniversario. Veinte shows fueron confirmados desde abril hasta julio. Durante la gira, encabezaron la primera edición del Festival "Shout It Out Loud" en Alemania. En el verano de 2012 la banda hizo una gira por los Estados Unidos con el excantante de Skid Row, Sebastian Bach. En marzo de 2013 hizo parte del Monsters of Rock Cruise 2013 junto a Tesla, Kix y Queensrÿche.
En noviembre de 2017, Keifer declaró que Cinderella no tiene planes de reunirse, afirmando que "los problemas entre los miembros de la banda son irreparables".
Jeff LaBar falleció el 14 de julio de 2021 por causas desconocidas.

## Giras
- 1986-1987 Night Songs World Tour
- 1988-1989 Long Cold Winter World Tour
- 1990-1991 The Big Joint Tour (con Bon Jovi, Skid Row, The Quireboys)
- 2000 Summer Tour
- 2002 Summer Tour
- Rock Never Stops Tour 2005
- 20 Years of Rock Tour 2006 (con Poison)
- 2010 Summer Tour
- 25th Anniversary World Tour 2011
- 2012 Summer Tour
- 2013 Monsters of Rock Cruise
- 2014 Monsters of Rock Cruise

## Músicos

### Alineación final
- Tom Keifer – voz, guitarras, teclados, saxo (1983–2017)
- Eric Brittingham – bajo, coros (1983–2017)
- Jeff LaBar – guitarra, coros (1985–2017) (fallecido el 14 de julio de 2021)
- Fred Coury – batería, percusión, coros (1986–1991, 1996–2017)

### Miembros de gira
- Rick Criniti – teclados, coros (1986–1995)
- Garry Nutt – bajo (1989, 2000)
- Gary Corbett – teclados, coros (1990–1995, 2005–2017) (fallecido el 14 de julio de 2021)
- John Rogers – batería (2009–2010)
- Paul Taylor – teclados, coros (2012)

## Discografía

### Estudio
- Night Songs (1986)
- Long Cold Winter (1988)
- Heartbreak Station (1990)
- Still Climbing (1994)

### En vivo
- Live Train to Heartbreak Station (1991)
- Live At The Key Club (1999)
- Stripped (2014)

### Recopilatorios
- Once Upon A (1996)
- Bad Attitude 1986 - 1994 (1997)
- 20th Century Masters - The Millennium Collection The Best of Cinderella (2000)
- Winning Combinations (2002)
- Rocked, wired & bluesed -The greatest hits (2005)
- Extended versions (2006)
- Gold (2006)
- Best Ballads (2008)